# Bougainvillea
Bougainvillea Comm. ex Juss., 1789 è un genere di piante della famiglia delle Nyctaginaceae, originario del Sud America.
La pianta fu scoperta nel 1768 in Brasile da Jeanne Baret, assistente, infermiera e amante di Philibert Commerçon, botanico ufficiale nella spedizione di Louis Antoine De Bougainville. La Baret fu imbarcata anche perché botanica esperta d'accordo col comandante, vestita da uomo. La pianta fu nominata in onore del comandante.

## Descrizione

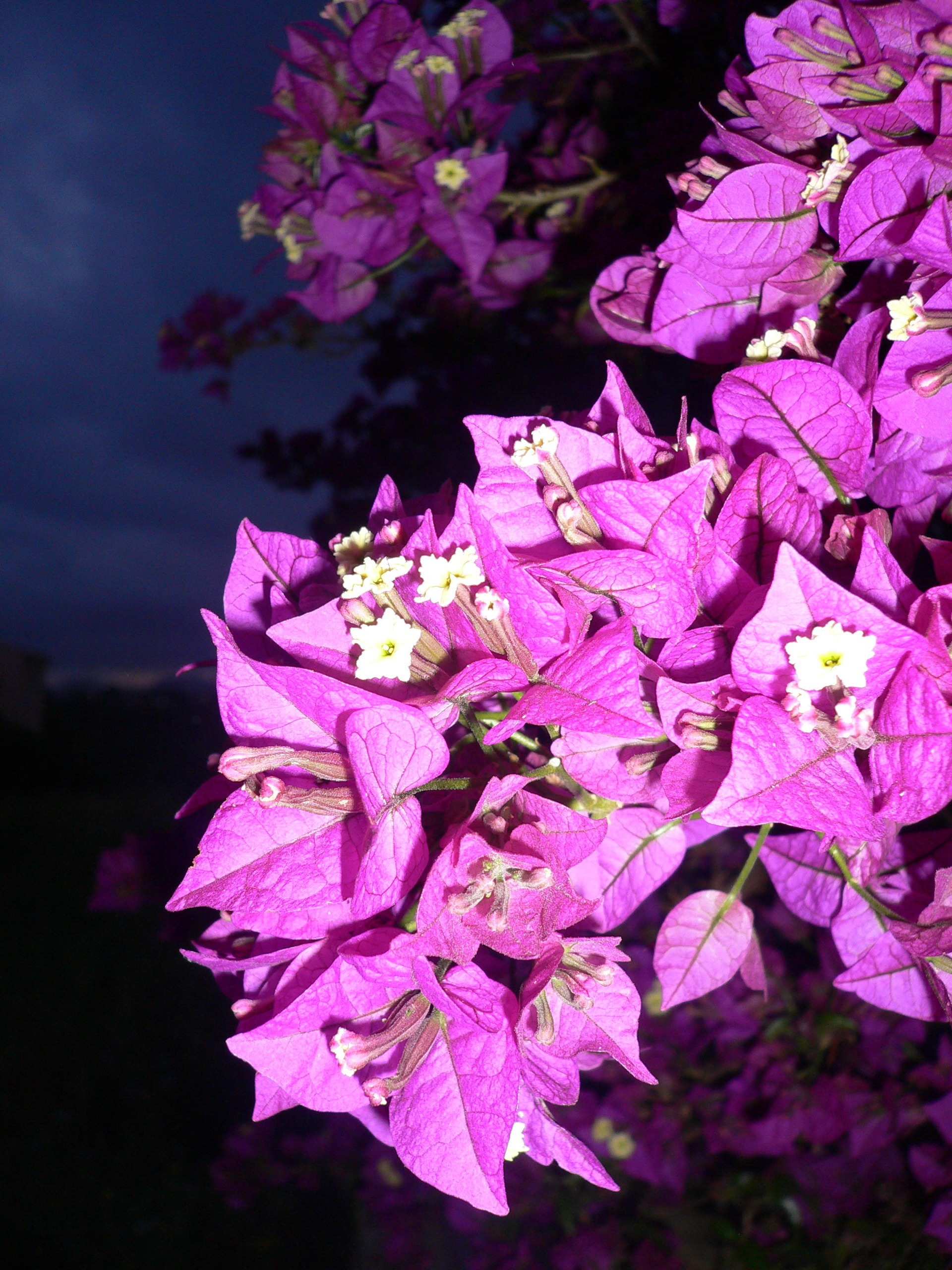
Il fiore è piccolo e di colore biancastro: la parte viola non è in realtà formata da petali, ma da brattee.

Comprende specie arbustive sarmentose, spinose sempreverdi a grande sviluppo (8–10 m) con foglie ovate quasi persistenti di colore verde lucente.
L'interesse come piante ornamentali è dato da grappoli di piccoli fiori tubolosi bianchi o giallognoli riuniti a gruppi di tre in un involucro di tre brattee vistosamente colorate di bianco, giallo, arancio, rosa, rosso o viola, che fioriscono per molti mesi l'anno.

## Tassonomia
Il genere Bougainvillea comprende le seguenti specie:
- Bougainvillea berberidifolia Heimerl
- Bougainvillea campanulata Heimerl
- Bougainvillea fasciculata Brandão
- Bougainvillea glabra Choisy
- Bougainvillea herzogiana Heimerl
- Bougainvillea infesta Griseb.
- Bougainvillea lehmanniana Heimerl
- Bougainvillea malmeana Heimerl
- Bougainvillea modesta Heimerl
- Bougainvillea pachyphylla Heimerl ex Standl.
- Bougainvillea peruviana Bonpl.
- Bougainvillea pomacea Choisy
- Bougainvillea praecox Griseb.
- Bougainvillea spectabilis Willd.
- Bougainvillea spinosa (Cav.) Heimerl
- Bougainvillea stipitata Griseb.
- Bougainvillea trollii Heimerl

Nel tempo questa pianta ha subìto svariati processi di ibridazione, ai quali si deve l'esistenza delle cultivar chiamate "Orange king", dalle brattee color giallo arancio, "Miggi Ruser", oppure "Mary Palmer" che possiedono brattee rosa e bianche.

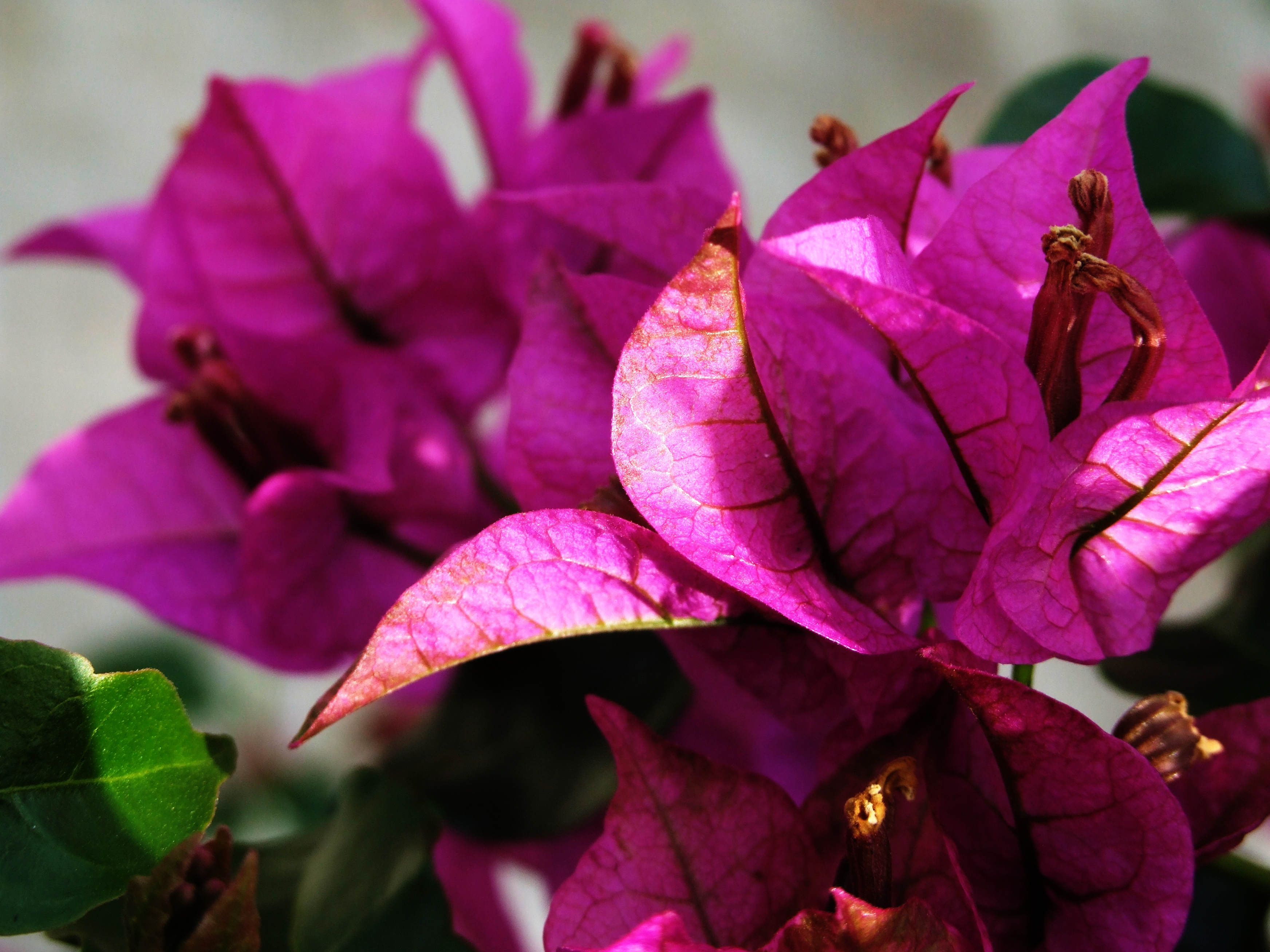
Boccioli e brattee di Bougainvillea spectabilis a Taormina.
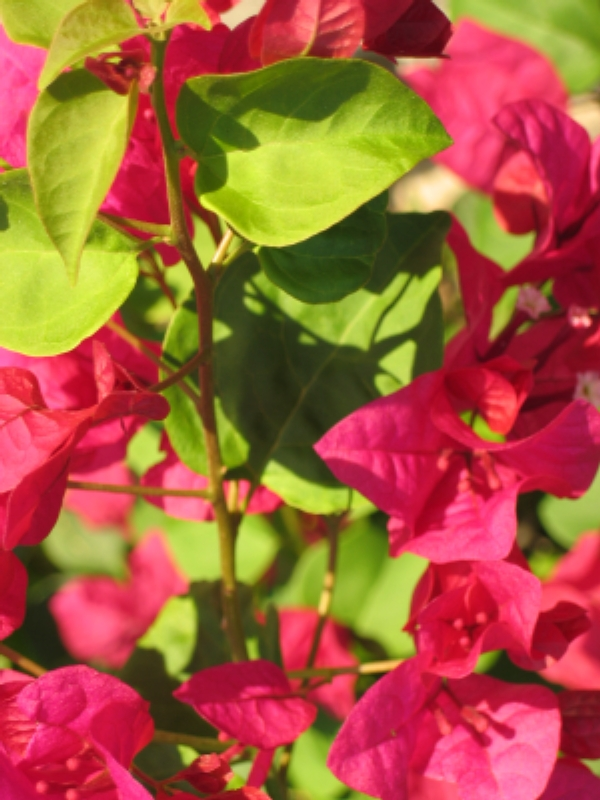
Foglie e brattee di Bougainvillea sp.
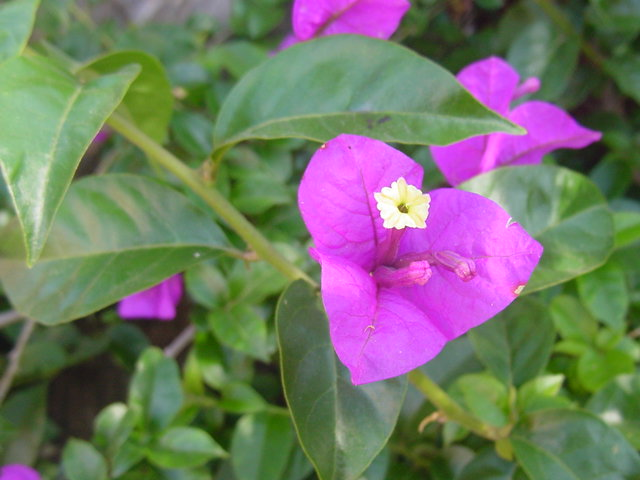
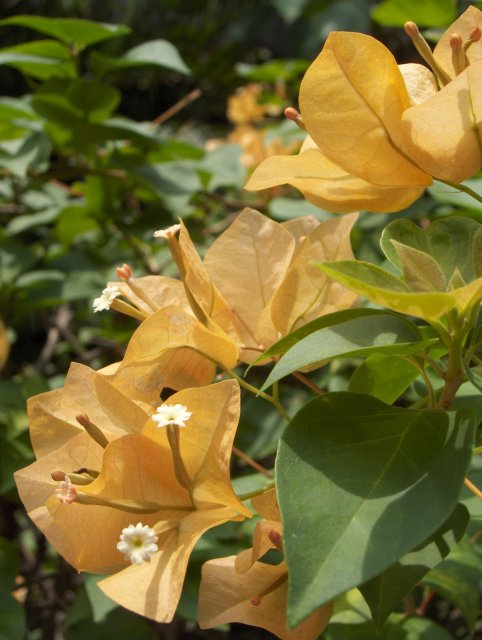
Bougainvillea arancione
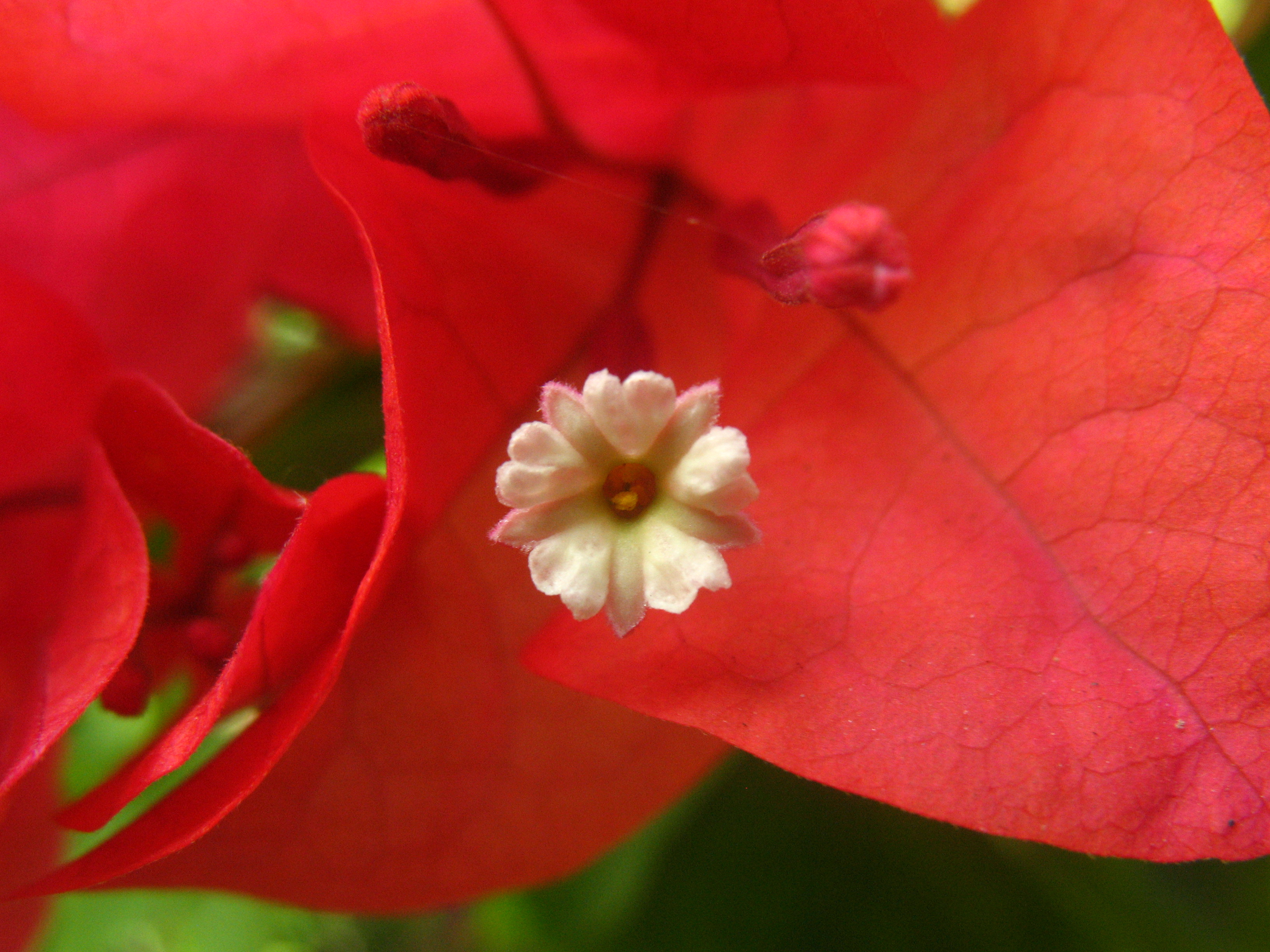
Fiori di Bougainvillea spectabilis

## Coltivazione

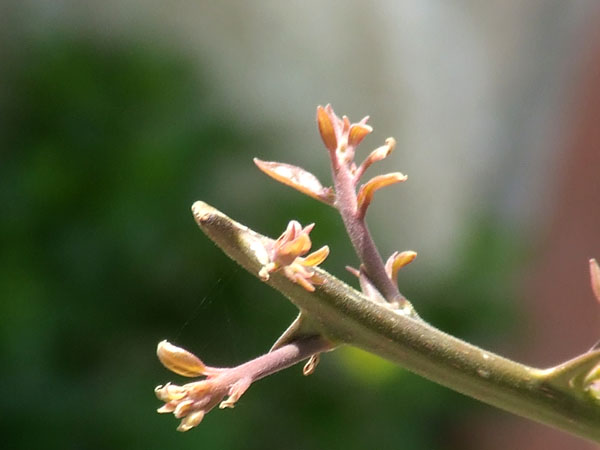
Germogli

Le specie di Bougainvillea che possono essere coltivate all'aperto in zone a clima temperato (escluse le zone a clima troppo rigido), in terreno di medio impasto fertile e una buona umidità, posizione soleggiata e riparata dai venti freddi invernali, sono: la B. glabra varietà Sanderiana pianta molto rustica, di forma raccolta con foglie piccole lucide fiori con brattee rosso-violaceo brillante può essere anche coltivata in vaso.
Altre specie di grande altezza (oltre 10 m) a fiori più grandi, anche se meno fiorifere e rustiche della precedente, inadatte al climi freddi e alla coltivazione in appartamento, sono  B. spectabilis pianta lianosa con fiori giallognoli e brattee rosa-malva e B. lateritia a fiori di colore salmone.
Le specie coltivate in vaso per gli appartamenti vengono allevate a cespuglio con regolari spuntature degli apici, richiedono ambienti caldi e soleggiati per una buona fioritura, regolari annaffiature e concimazioni liquide diradate entrambi d'inverno, rinvasare o rinterrare in primavera usando terriccio corretto con torba.

## Avversità
Questa pianta può essere preda di vari parassiti animali quali:
- Afidi : Attaccano i fiori e le foglie provocando il cosiddetto virus del mosaico, andando quindi incontro all'arresto della fioritura, l'ingiallimento delle foglie e la nascita di germogli deformati;
- Cocciniglia: Parassita che, nutrendosi della linfa della pianta, porta ad un rallentamento della sua crescita. La presenza di questa specie può essere testimoniata da ammassi di polvere bianca sotto le pagine inferiori della foglia e sui rami;
- Ragno rosso : I segni della sua presenza sono le foglie ingiallite e la presenza di ragnatele;
- Acaro.

Altre malattie sono quelle provocate da errata coltivazione come terreno poco drenato, eccessivo o insufficiente annaffiamento. Queste sono dette malattie crittogame e sono causate da funghi microscopici; qui di seguito si elencano le principali:
- Marciume radicale
- Marciume fogliare
- Macchie fogliari
- Clorosi
- Tracheomicosi

Una sbagliata coltivazione può portare alla caduta delle foglie e alla mancata fioritura.

## Significato nel linguaggio dei fiori
Nella florigrafia, la Bougainvillea assume il significato simbolico di passione e di benvenuto. I suoi rami fioriti abbelliscono e rischiarano l'intero ambiente, ed è per questo motivo che nel Mediterraneo la Bougainvillea viene esposta all'ingresso di luoghi di accoglienza ed abitazioni, rendendo omaggio agli ospiti.